# Morris Gould
Morris Gould (Brighton, 30 december 1965) is een Brits muziekproducent, diskjockey en remixer die vooral bekend is onder de naam The Irresistible Force. Ook werkt hij onder de naam Mixmaster Morris. Hij is vooral actief in het ambient house-genre. 

## Biografie
Gould wordt in zijn jeugdjaren actief als muzikant. Hij is pas een vroege tiener wanneer hij in de punkband The Ripchords
zit die de ep Ringing In The Streets (1979) uitbrengt. In de jaren tachtig begint hij als dj in bars en clubs. Ook werkt hij met de mannen van Coldcut bij een piratenstation. Voor de kost heeft hij een baan als systeembeheerder. In 1987 begint hij met zanger Des de Moor het duo The Irresistible Force. Ze maken de synthpop-single I Want To / Guns (1988) en haken aan bij de tournee van Met Beat Manifesto. Het tweetal gaat in 1989 uiteen en Gould gaat alleen verder. Als hij meegaat met een tournee met The Shamen, vindt hij aansluiting bij de populaire ambient house-stroming. 
Hij begint de muziek zelf te produceren en in 1992 verschijnt het album Flying High. In 1994 wordt dit gevolgd door Global Chillage. Hij begint ook een samenwerking met Pete Namlook als Dreamfish. Hiervan verschijnen twee titelloze albums in 1993 en 1995. Onder de naam Mixmaster Morris ontplooit hij zijn dj-activiteiten. Zo mixt hij in 1993 samen met The Orb een mix cd voor Mixmag. Wel maakt hij met Jonah Sharp het album Quiet Logic, dat slechts in een klein aantal landen verschijnt. In 1998 krijgt hij onderdak bij Ninja Tune en brengt hij It's Tomorrow Already uit. Daarna zet hij The Irresistible Force tijdelijk in de ijskast om zich vooral te richten op zijn dj-carrière. Hij wint daarmee in 1999 en in 2001 de Ibiza DJ award in de categorie Chill-out.
In 2017 blaast hij nieuwe leven in The Irresistible Force met het album Kira Kira. Hierop staan ook bijdragen van Martin Glover en Jah Wobble.  

## Discografie
Albums
- The Irresistible Force - Flying High (1992)
- Dreamfish - Dreamfish 1 (1993)
- The Irresistible Force - Global Chillage (1994)
- Dreamfish - Dreamfish 2 (1995)
- Mixmaster Morris – The Morning After (mixcompilatie) (1997)
- Jonah Sharp & Mixmaster Morris - Quiet Logic (1998)
- The Irresistible Force - It's Tomorrow Already (1998)
- The Irresistible Force - Kira Kira (2017)

- International Standard Name Identifier: 0000 0000 3782 8865
- Library of Congress Control Number: n2003082806
- MusicBrainz: 73bc4b43-afdd-43f8-9c6b-03da2ddf09c6
- Nationale Bibliotheek van Tsjechië: xx0184260
- Virtual International Authority File: 23977871
- WorldCat: E39PCjrx7MCvC97wqkP6gpJCHy